# خصلة الحب

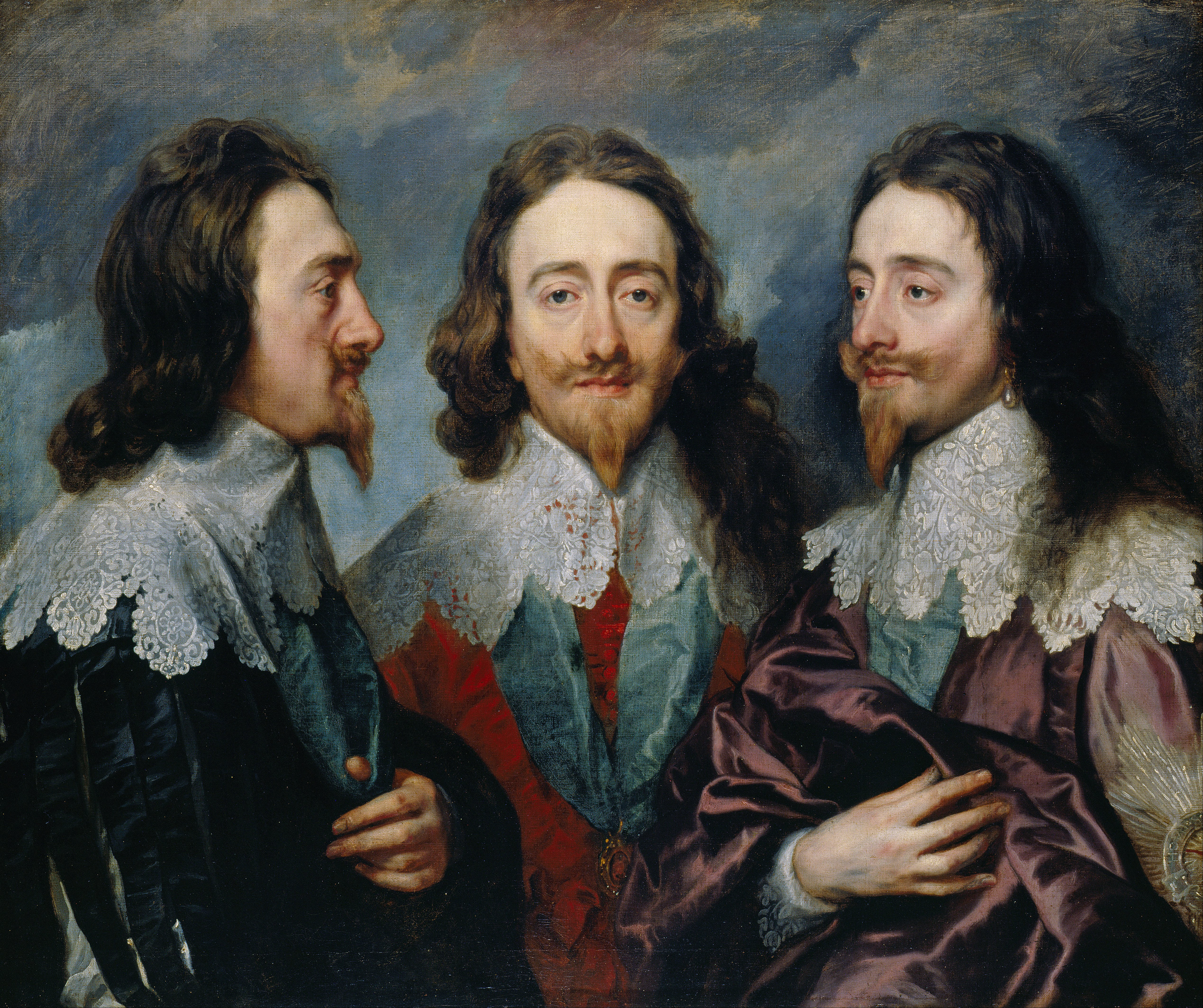
تشارلز الأول في ثلاث أوضاع، للسير أنطوني فان ديك في المجموعة الملكية. يظهر الوضع على اليمين خصلة حب تشارلز.

كانت خُصلة الحُبّ شائعة بين "رجال الموضة" الأوروبيين من نهاية القرن السادس عشر حتى القرن السابع عشر. خصلة الحب هي خصلة شعر طويلة، غالباً ما تكون مضفورة وترسل على الكتف الأيسر (جانب القلب) لإظهار الإخلاص لمن تحب.